# Герб Грузии
Госуда́рственный герб Гру́зии (груз. საქართველოს სახელმწიფო გერბი) — один из официальных государственных символов Грузии. Принят 1 октября 2004 года, и имеет три геральдических версии: большой (основной), средний и малый гербы. Прежний герб существовал с 14 ноября 1990 года.

## Описание
Современный герб Грузии представляет собой французский щит красного цвета, с изображением серебряной фигуры покровителя грузинской земли Святого Георгия на коне, поражающего змея копьём. Щит увенчан золотой царской короной грузинского монаршего рода Багратиони, держат его два золотых льва. Под щитом находится лента с девизом «Сила в единстве». Этот герб частично основан на средневековом гербе грузинского царского дома Багратиони.

## История герба
Георгий Победоносец — самый почитаемый святой на территории Грузии. Появление легенды о Георгии Победоносце связано с деятельностью Святой Нины (IV в.).

### Герб в Царском титулярнике
Впервые Грузинские (и другие кавказские) гербы появились в Титулярнике царя Алексея Михайловича (1672). В этой книге было четыре кавказских герба:
- «Государь Иверской земли» — огнедышащая гора, пронзённая двумя скрещенными стрелами, наконечниками вверх (др. символ Кавказа). По середине надпись: "Государь Иверской земли". В титулярнике появился в качестве иллюстрации к титулу русских царей, означающий суверенитет над всей Грузией ("Иверия" — её древнее название)[1];
- «Грузинских и Карталинских царей» — изображение святого Георгия с драконом в качестве герба Картли, грузинского царства, вассала России в 1585-1587 годах. Причиной выбора этого сюжета для герба, возможно было то, что Георгий Победоносец, как святой-воитель был чрезвычайно почитаем в Грузии, его изображения, как поражающего дракона (или гонителя христиан императора Диоклетиана) можно часто было встретить в монументальном искусстве страны (фрески, барельефы), на стенах грузинских церквей[1];
- «Черкасских и горских князей» — всадник на "восстающем" коне, в национальной одежде с копьём на правом плече, наконечник обращён назад (в более поздних источниках — цвет поля червлёный). Герб иллюстрировал вассальные отношения феодальных властителей районов Северного Кавказа. Создан под влиянием западноевропейской геральдики. Он в своих деталях (стрелы, полумесяц, всадник в меховом плаще) представлял попытку отразить особенности воинственных горских народов[1];
- «Кабардинской земли» — малый щиток с полумесяцем, за ним две стрелы наискось положенные, наконечниками вверх, сопровождаемые тремя шестиконечными звёздами (поначалу полумесяц помещался в червлёном щитке). Герб иллюстрировал вассальные отношения феодальных властителей Кабарды. Создан под влиянием западноевропейской геральдики.

#### Герб в Российской империи
В 1735 году Вахушти Багратиони составил атлас, в который включил рисунки знамён Грузии и подвластных ей земель. Согласно этому атласу Грузии принадлежали два знамени:
- «знамя красное с изображением Святого Георгия на коне, поражающего копьём дракона, с небес выходит божья десница, надевающая на всадника корону»;
- «в розовом поле ангел с поднятым мечом и ножнами»[2].

На большом гербе Российской империи был изображён герб царства Грузинского. В его описании говорилось:

Щит четверочастный, с оконечностью и малым в середине щитом.
В среднем малом щите герб Грузии: в золотом поле Св. Великомученик и Победоносец Георгий, в лазуревом вооружении, с золотым на груди крестом, в червлёной приволоке, сидящий на чёрном коне, покрытом багряницею с золотою бахромою, и поражающий червлёным копьём зелёного, с чёрными крыльями и червлёными глазами и языком, змея.
В первой части — герб Иверии: в червлёном щите серебряный скачущий конь, с углах, верхнем левом и нижнем правом, серебряные звёзды о восьми лучах.
Во второй части — герб Карталинии: в золотом щите огнедышащая гора, пронзённая крестообразно двумя чёрными стрелами, остриями вверх.
В третьей части — герб Кабардинских земель: в лазуревом щите, на двух серебряных, крестообразно, остриями вверх, положенных стрелах — малый золотой щит с червлёным, обращённым вправо полумесяцем, в трёх первых четвертях серебряные шестиугольные звёзды.
В четвёртой части — герб Армении: в золотом щите червлёный коронованный лев.

В золотой оконечности — герб Черкасских и Горских князей: скачущий на чёрном коне черкес, в серебряном вооружении, червлёной одежде и чёрной из меха приволоке, с чёрным копьём на правом плече.
Грузинская корона была изготовлена в России при императоре Павле ювелирами П. Э. Теременом и Н. Г. Лихтом и выслана в Грузию в 1798 году. В 1801 году корона последнего грузинского царя была отправлена в Санкт-Петербург, где вошла в состав Российских императорских регалий. Корона имела восемь золотых дуг, сверху держава и крест из яхонтов и бриллиантов. Герб являлся чисто геральдической выдумкой, так как Грузинское царство никогда не включало всех этих земель.

##### Герб вСоветское время
Независимая Грузинская республика, существовавшая в 1918—1921 годах имела собственную государственную символику. Герб этой республики представлял собой грузинский щит с изображением Святого Георгия на белом коне с золотыми копытами. В правой руке он держит готовое к бою золотое копьё с серебряным наконечником, а в левой — щит (на локте, с левого бока коня). Прямо над головой Святого Георгия сияет восьмиконечная золотая звезда; слева от звезды — месяц, а справа — солнце. Ниже месяца и солнца расположены ещё по две восьмиконечные звезды. В низу, под конём изображена горная вершина. Автор герба — академик Евгений Лансере. В дальнейшем на банкнотах геральдический щит иногда помещали семиконечную звезду, обрамлённую золотистым орнаментом.
В 1921 г. в Грузии была установлена советская власть. 25 февраля 1921 образована Грузинская ССР. С 12 марта 1922 вошла в ЗСФСР.
Старый герб Грузии был упразднён. Использовался Герб ЗСФСР (1936 г.) и Грузинской ССР. Авторы герба — академики Евгений Лансере и Иосиф Шарлеман. Герб Грузинской ССР частично включал в себя мотивы старого герба (в частности, присутствие в орнаменте семиконечной звезды).
После восстановления независимости в 1991 году герб 1918 года был принят заново. В 2004 году   заменён современным гербом.

## Герб Республики Грузия в 1990—2004 годах

Герб Грузии в 1990—2004 годах

Уже во время нахождения Грузии (как Грузинская ССР) в составе СССР, 14 ноября 1990 года
Верховный Совет Грузинской ССР принял республиканский Закон «Об объявлении переходного периода в Республике Грузия», которым были внесены изменения в Конституцию Грузинской ССР, в том числе были изменены её герб и флаг.  В тот же день, с поста председателя Верховного Совета Грузии ушёл Гиви Гумбаридзе, место которого занял оппозиционер, диссидент и инициатор кардинальных перемен в Грузии — Звиад Гамсахурдия. В качестве нового герба Грузии был принят проект, созданный грузинскими художниками на основе исторического герба Грузинской Демократической Республики, существовавшая в 1918—1921 годах.

## Галерея

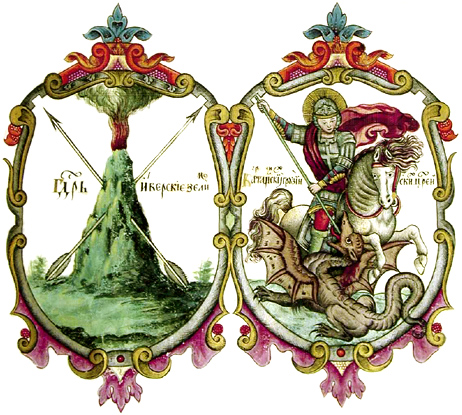
Герб Иверской земли и герб Грузинских царей. Из Царского титулярника. 1672
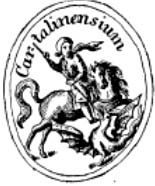
Герб Картли (Cartalinensium) — области Грузии. Из дневника австрийского дипломата Корба 1699 г.
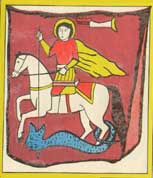
Св. Георгий. Знамя земли, подвластной Грузии. Из атласа Вахушти, 1735.
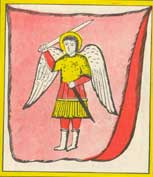
Архангел Михаил. Знамя земли, подвластной Грузии. Из атласа Вахушти, 1735.
Герб Картли-Кахетинского царства (1762 — 1801)
Герб царства Грузинского на гербе Российской империи. 1882
Официальный герб Грузинской Демократической Республики
Изображения герба на банкнотах ССР Грузии 1921—1922 гг.
Герб Закавказской СФСР (версия 1930 г.)
Герб Грузинской ССР (версия 1978 г.)
Герб Грузии (1991—2004)